# Öttevény
Öttevény (németül: Hochstraß) község Győr-Moson-Sopron vármegyében, a Győri járásban található.

## Fekvése
Magyarország északnyugati részén, a történeti-földrajzi Tóköz területén, a Mosoni-Duna jobb partján, a folyóág és a Rábca folyó kiöntése között helyezkedik el, Győrtől 14 km-re északnyugat-nyugati irányban.
A közvetlenül határos települések: észak felől a Mosoni-Duna túlsó partján fekvő Dunaszentpál, északkelet felől Kunsziget, délkelet felől Abda, dél felől Börcs, nyugat felől Mosonszentmiklós, északnyugat felől pedig Mecsér.

### Közlekedése
A település főutcája az 1-es főút, amelyből itt ágazik ki a Mosonszentmiklós és Lébény felé vezető, szűk nyolc kilométeres teljes hosszúságú 8501-es út és a Kunszigetre vezető 14 101-es számú mellékút, valamint a helyi vasútállomásra vezető 85 301-es út.
Egy rövid szakaszán – több kilométerre északnyugatra a faluközponttól – öttevényi külterületen húzódik az 1-es főútból kiágazó, Mecséren át Ásványráró déli külterületeiig (Zsejkepuszta településrészig) vezető 1402-es út és ugyanott ér véget a Téttől Lébényen át egészen idáig húzódó 8417-es út is.
Érinti a települést a Budapest–Hegyeshalom–Rajka-vasútvonal is, amelynek itteni állomása az Öttevény vasútállomás, a belterület délnyugati szélén.

## Nevének eredete
A régi magyar „öttevény” szó töltésen haladó és/vagy kaviccsal burkolt, római eredetű utat jelentett, és az önt szóból keletkezett. A hagyomány a nevet a Mosoni-Duna és a Rábca folyók szigetei és a kiöntések által idehozott hordalékkal, öntevénnyel is összefüggésbe hozza. Sokáig Öreg Öttevénynek is hívták.

## Története és mai élete
A római uralom idején őrállomás volt, melynek nyomai évszázadokon keresztül fellelhetők voltak. Ebben az időben Quadrata néven szerepelt. Legrégebbi okleveles említése 1321-ből származik, amikor Villa Wetewjn alakban írva szerepel. Ekkor népes helyként említik. 1379-ben már a Tóköz és a Szigetköz legnagyobb birtokos családja, a Héderváriak birtoka. 1421-ben Zsigmond király egyik oklevele Eyteven írásmóddal említi, mint a Héderváryak birtokát. 1481-ben a falu a Szentgyörgyi grófoké. 1619-ben Zavay Tamás járási szolgabíró jelenti, hogy a tűzvész elpusztította a községet, s emiatt le kellett szállítani a lakosság adóját. 1623-ban egy birtokfoglalás kapcsán a Szent Mauríciusz Monostor is birtokosaként szerepel. Ebben az időben a török mellett sokat szenvedett az abdai várdában székelő német őrségtől is. 1658-ban a Héderváriak itt vámot is szedtek. 1683-ban a Bécs ostromára induló török sereg a helység lakosait menekülésre kényszerítette, illetve lemészárolta.
A török kiűzése után Széchenyi György érsek Öttevényt rárói uradalommal együtt családja számára megszerezte, és a falut újratelepítette. 1688-ban az abdai császári őrség dúlta fel oly mértékben, hogy a lakosság kénytelen volt megszökni, s a falu éveken keresztül üresen maradt. 1699-ben vámos helyként tűnik fel és ekkor szabályozták vám díjait. 1701-ben németeket telepítettek a községbe, mely jó száz évig német és magyar nemzetiségű volt. A Rákóczi-szabadságharc idején a császári csapatok sanyargatták. Mint a fő hadiút mentén levő község, az 1848/49-es szabadságharc ideje alatt is sokat szenvedett. A 18. század elején az országos fontosságú postaút mentén fekvő községben már postamester tevékenykedett. 1862-től özv. Földváry Miklósné tulajdona lett, aki itt szép, emeletes kastélyt emelt birtokán.

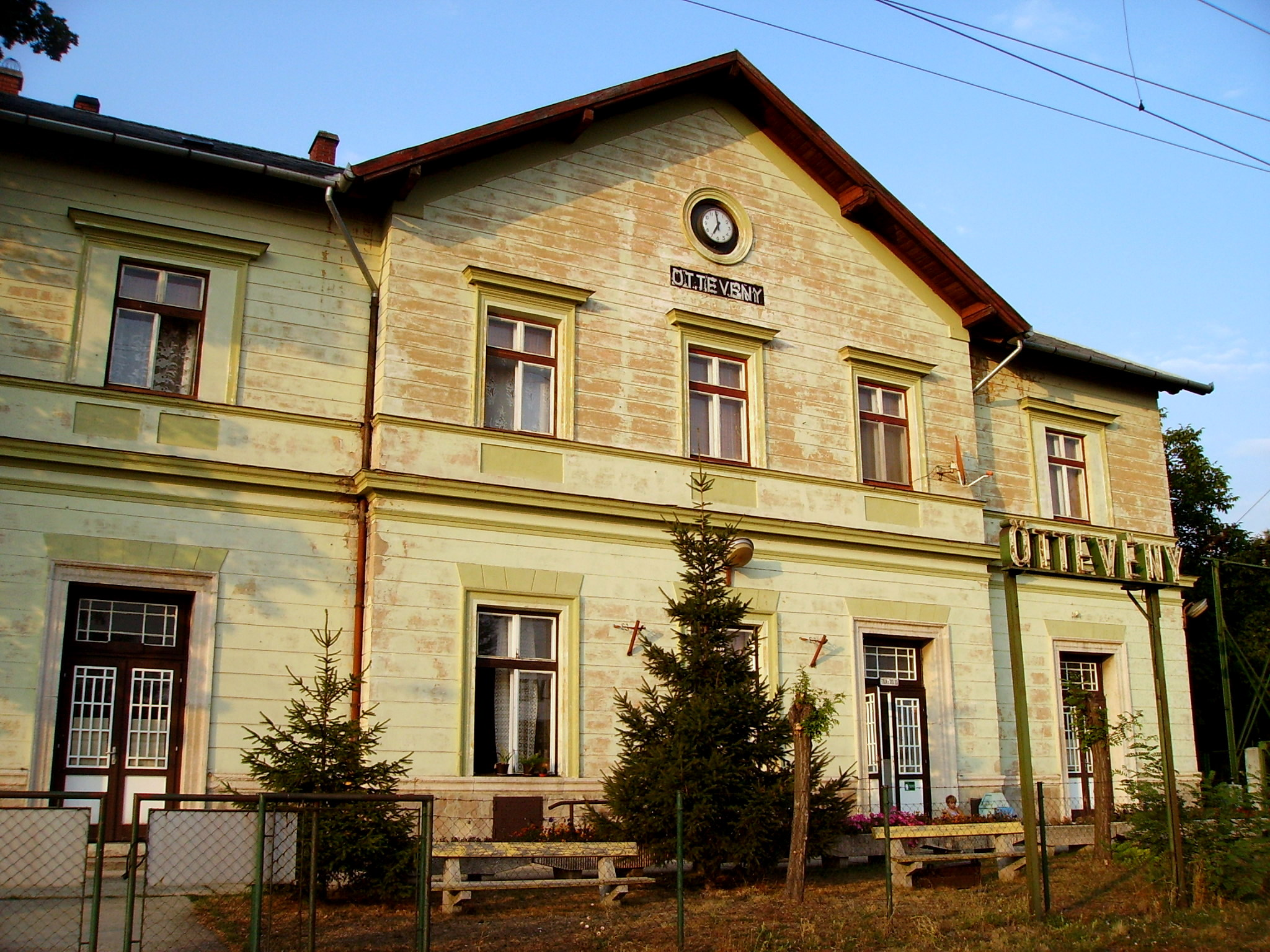
A vasútállomás a sínek felől

A község évszázadokon keresztül vízen és szárazföldön egyaránt vámmal rendelkezett. Az árvíz többször pusztította a falut. Ezek közül az egyik nagyon súlyos volt az 1899-es árvíz. A faluhoz tartoztak Miklós és Sándor háza majorok. Ez utóbbit 1772-ben a Viczay örökösök birtokmegosztása alkalmával hasították ki a határból. A település római katolikus temploma 1786-ban épült. Az öttevényi iskola első említése 1792-ből ismert. A 18. század végétől kezdve a lakosság lélekszáma folyamatosan növekedett. 1865-ben 1215 római katolikus, 116 evangélikus és 38 zsidó élt a községben. A fejlődés az 1867-es kiegyezés után vett nagyobb lendületet. A 19. század végére körjegyzőségi székhely lett. Rendelkezett posta- és távíróhivatallal, vasútállomással.
A községben 1929-ben épült evangélikus templom. Az itt lakók életét mindig is meghatározta az a tény, hogy a települést az ország egyik legjelentősebb útvonala szeli át. Az aktív keresők 2/3 része az iparban, 1/3 része a mezőgazdaságban dolgozik. A falu még a közelmúltban is híres volt zöldségtermeléséről. Az 1960-as években zöldségtermelő szakcsoport működött itt. Ez a termelési forma ma már megszűnt, s helyébe az átmenő forgalomra épülő zöldség-gyümölcs kereskedelem lépett. Az ún. „zöldségesek” helybeli magánvállalkozók. A nagy átmenő forgalomra való tekintettel, többen foglalkoznak vendéglátással és kereskedelemmel. A községnek a rendszerváltásig községi közös tanács székhelye volt, ma önálló önkormányzattal rendelkező község. A mezőgazdaság ma is fontos szerepet játszik a lakosság életében. A ma is eredményesen működő mezőgazdasági termelőszövetkezet alaptevékenysége és melléküzemágai jelentős mértékben biztosít munkalehetőséget az itt élőknek és műveli a kárpótlással földhöz jutottak jelentős részének földjeit. Külön kiemelendő a vetőmag termesztés és értékesítés. Az ipari tevékenység közül kiemelkedik az osztrák tulajdonú Alpenvelour Hungária Kft. kalapgyártó üzeme, mely 50 fő munkaerőt foglalkoztat.

## Idegen elnevezései
Horvátul két neve van a településnek. A bezenyei horvátok Otavinjnak, a kimlei horvátok Tovinjnak hívták.

## Közélete

### Polgármesterei
- 1990–1994: Dömény László (független)[6]
- 1994–1998: Dömény László (független)[7]
- 1998–2002: Király Péter (független)[8]
- 2002–2006: Király Péter (független)[9]
- 2006–2010: Király Péter (független)[10]
- 2010–2014: Király Péter (független)[11]
- 2014–2019: Bider Zsolt (független)[12]
- 2019–2024: Dr. Bider Zsolt (független)[13]
- 2024– : Raczenböck Kálmán (független)[1]

## Népesség
A település népességének változása:
| Lakosok száma | 2926 | 2974 | 3022 | 3131 | 2962 | 2928 | 2940 |
|               | 2013 | 2014 | 2015 | 2021 | 2022 | 2023 | 2024 |

A 2011-es népszámlálás során a lakosok 88,2%-a magyarnak, 2,3% németnek, 0,8% románnak, 0,2% szlováknak mondta magát (11,8% nem nyilatkozott; a kettős identitások miatt a végösszeg nagyobb lehet 100%-nál). A vallási megoszlás a következő volt: római katolikus 58,5%, református 3,1%, evangélikus 4,9%, görögkatolikus 0,1%, felekezeten kívüli 7,5% (25,2% nem nyilatkozott).
2022-ben a lakosság 92,1%-a vallotta magát magyarnak, 1,5% németnek, 0,2% cigánynak, 0,2% románnak, 0,2% szlováknak, 2,2% egyéb, nem hazai nemzetiségűnek (7,7% nem nyilatkozott; a kettős identitások miatt a végösszeg nagyobb lehet 100%-nál). Vallásuk szerint 43,9% volt római katolikus, 4,9% evangélikus, 3% református, 0,4% görög katolikus, 0,9% egyéb keresztény, 0,7% egyéb katolikus, 10% felekezeten kívüli (35,9% nem válaszolt).

## Nevezetességei

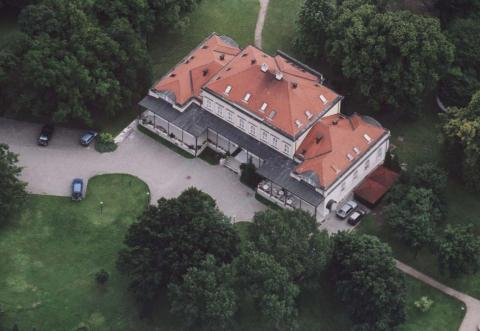
A Földváry-kastély felülről

- Római katolikus templom (1786-ban épült)
- Evangélikus templom
- Földváry kastélyszálloda
- Bányató (horgászási lehetőség)
- Római kő

### Nevezetes öttevényiek
Öttevény szülöttei
- Földváry Tibor (1863–1912) Európa-bajnok műkorcsolyázó
- Kokas László (1943-) magyar színész, operetténekes, tanár